# 가자마쓰리역
가자마쓰리역(일본어: 風祭駅)은 일본 가나가와현 오다와라시에 위치한 하코네 등산 철도 철도선의 역이다. 역 번호는 OH 49이다.

## 역사
- 1935년 10월 1일: 영업 개시.
- 2006년 3월 18일: 본 역에서 발착하는 하코네 등산 철도 소속 차량의 영업 운전이 소멸됨.
- 2007년 1월: 역 개량 공사 실시.
- 2008년
  - 3월 15일: 새로운 승강장의 전면 가동 개시.
  - 10월 1일: 역 개량 공사 완료, 하행 승강장에 남쪽 출입구 개찰구를 설치.

## 역 구조
상대식 승강장 2면 2선의 지상역이다.
또한, 하코네 등산 철도의 표시 간판이나 팜플렛에서는 각 역의 표고가 제시되어 있고 예전에 48m로 표기되었으나 2013년 재고 조사에서 36m로 정정되었다.

### 타는 곳
| 번호 | 노선             | 방향 | 행선                    | 비고                              |
| ---- | ---------------- | ---- | ----------------------- | --------------------------------- |
| 1    | 하코네 등산 전차 | 하행 | 하코네유모토・고라 방면 | 고라 방면은 하코네유모토에서 환승 |
| 2    | 하코네 등산 전차 | 상행 | 오다와라・신주쿠 방면   | 신주쿠 방면은 오다와라에서 환승   |

## 역 주변
- 국도 제1호선
- 스즈히로 어묵 본점·스즈히로 어묵의 마을
  - 스즈히로 어묵 박물관
  - 하코네 역전 경주에서는 오다와라 중계소(4구 → 5구), (6구 → 7구)이다.
- 국립병원기구 하코네 병원
- 오다와라아쓰기도로・세이쇼 우회 오다와라니시 나들목
- 세이쇼 바이 패스・오다와라하코네 도로 하코네구치 나들목

## 사진

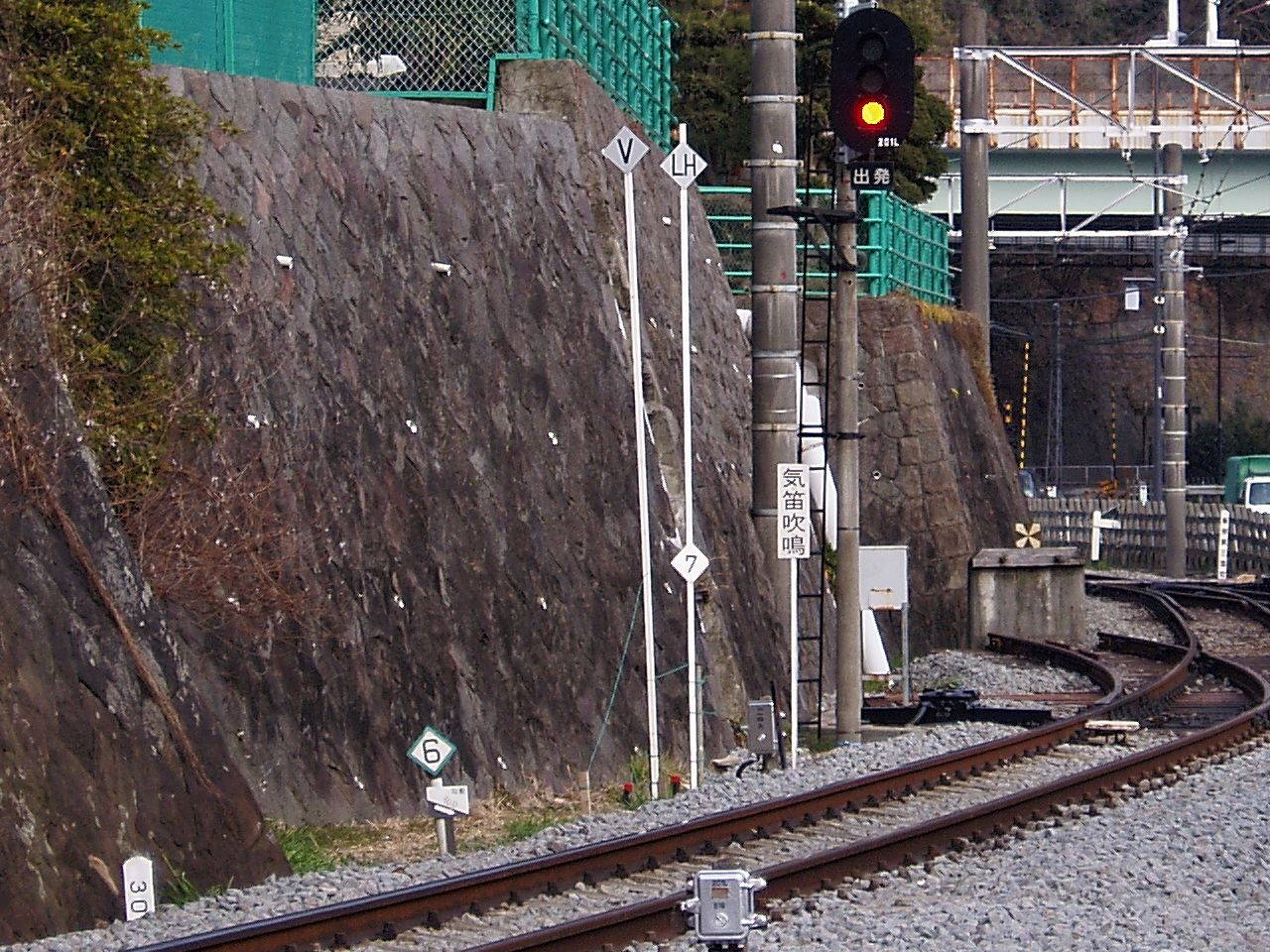
역 구내 정지 표지판

## 인접역
| 하코네 등산 철도 철도선            | 하코네 등산 철도 철도선 | 하코네 등산 철도 철도선  |
| ---------------------------------- | ----------------------- | ------------------------ |
| OH 48 하코네이타바시 오다와라 방면 | ■ 각역정차              | 이리우다 OH 50 고라 방면 |